# Faverolles (Cantal)
Faverolles korábbi község (település) Franciaországban, Cantal megyében. 2016. január 1-jén Loubaresse, Saint-Just és Saint-Marc községgel egyesült és delegált községként Val d’Arcomie új község része lett.
Lakosainak száma 291 fő (2018. január 1.). Faverolles Alleuze, Anglards-de-Saint-Flour, Fridefont, Loubaresse, Saint-Marc és Albaret-le-Comtal községekkel határos.

## Népesség
A település népességének változása:
| Lakosok száma | 634  | 549  | 441  | 378  | 334  | 303  | 303  | 308  | 290  | 291  |
|               | 1962 | 1968 | 1982 | 1990 | 1999 | 2008 | 2011 | 2013 | 2017 | 2018 |